# 阿莫西林克拉維酸鉀
阿莫西林克拉維酸鉀（INN：amoxicillin/clavulanate potassium；缩写：amox/clav，co-amoxiclav），以Augmentin等商品名於市面販售，是一種用於治療多種細菌感染的抗生素藥物。此藥物是由阿莫西林（一種β-內醯胺抗生素）和克拉維酸（一種β-內醯胺酶抑制劑）組成的複方劑，專用於治療中耳炎、鏈球菌性咽炎、肺炎、蜂窩性組織炎、泌尿道感染、動物咬傷等。此藥物經由口服或靜脈注射方式給藥。
使用後常見的副作用有腹瀉、嘔吐和過敏反應，還會增加念珠菌症感染、頭痛和凝血病的風險。不建議有青黴素過敏史的個體使用。個體於懷孕期間使用，對於胎兒相對安全。
阿莫西林克拉維酸鉀於1984年在美國被批准用於醫療用途。它已被列入世界衛生組織基本藥物標準清單之中。世界衛生組織（WHO）將此歸為一種對人類醫學甚為重要的藥物。市面上有通用名藥物流通。此藥物於2021年在美國最常使用處方藥中排名第115，開立的處方箋數量超過500萬張。

## 醫療用途
阿莫西林克拉維酸鉀廣泛用於治療或預防由易感細菌造成的多種感染，例如：
- 泌尿道感染
- 呼吸道感染
- 皮膚和軟組織感染
- 鼻竇炎
- 扁桃腺炎
- 貓抓傷
- 由口腔菌叢（英语：Oral microbiology）引起的感染，例如：
  - 牙源性感染（英语：odontogenic infection）
  - 受感染動物咬傷
  - 受感染人類咬傷（包括反咬傷（參見動物咬傷#反咬傷（英语：Animal bite#Reverse bite injury））[15][16]

它也用於治療對其他藥物已有抗藥性的結核病。WHO建議將阿莫西林克拉維酸鉀與美羅培南組合使用，作為治療多重抗藥性結核病選項中的一種。然而在聯合使用中，阿莫西林克拉維酸鉀的兩者劑量为：克拉維酸的劑量恒定為125毫克，而阿莫西林的劑量則在250毫克、500毫克和875毫克之間變化。在治療抗藥結核病的方案中，可將低劑量阿莫西林克拉維酸鉀（推薦阿莫西林的最低劑量為250毫克）與美羅培南聯合使用，這一點也已在臨床環境中得到證實。此種治療的效果並非來自阿莫西林成分，而是來自克拉維酸對美羅培南具有保護作用，使其免受分枝杆菌屬分泌的β-内酰胺酶的影响。

## 不良反應
可能的副作用有腹瀉、嘔吐、噁心、念珠菌症和皮疹，但通常不需醫療照護。在阿莫西林克拉維酸鉀治療期間或之後，可能會發生由艱難梭菌感染引起的抗生素相關性腹瀉（有時會導致假膜性結腸炎），此與所有抗生素藥物的表現相似。
罕見的案例有膽汁淤積性黃疸（也稱為膽汁淤積性肝炎，是種肝毒性），與阿莫西林克拉維酸鉀有關。這種反應可能會在治療停止後幾週內發生，且通常需要幾週才能消退。這種情況在男性、年長者和接受此藥物長期治療的人中更為常見，估計整體發生率為十萬分之一。在英國，co-amoxiclav的標籤中帶有藥物安全委員會對此副作用的警告。
阿莫西林與史蒂芬斯－強森症候群/中毒性表皮壞死鬆解症有關聯，（與所有氨基青黴素一樣），但此類反應非常罕見。

## 歷史
在英國Beecham Group（現已併入葛蘭素史克）工作的科學家於1977年為此組合藥物申請專利，於1982年獲得批准，並以Augmentin的品牌販售。

## 配方
此藥物於國際非專有藥名（INN）中稱為amoxicillin/clavulanate potassium（阿莫西林克拉維酸鉀），英國批准名稱 （BAN）中則稱為co-amoxiclav。（參見英國批准名稱#組合配方）
許多品牌產品都顯示藥物中阿莫西林的含量來表明其效力。例如Augmentin 250中即含有250毫克阿莫西林和125毫克克拉維酸。
英國自1985年開始即有靜脈注射製劑販售，靜脈注射形式製劑並未在美國銷售（當需靜脈注射氨基青黴素時，通常會使用氨芐西林）。
阿莫西林克拉維酸鉀懸浮液可供兒童使用，但必須冷藏以維持有效性。

## 獸醫用途
阿莫西林克拉維酸鉀已用於治療許多動物的病症：
- 狗：由以下微生物敏感菌株引起的皮膚和軟組織感染（例如傷口、膿腫、蜂窩性組織炎、幼犬淺表膿皮病（英语：pyoderma）和深層膿皮病）：產生β-內酰胺酶的金黃色葡萄球菌、不產生β-內醯胺酶的金黃色葡萄球菌、葡萄球菌屬、鏈球菌屬和大腸桿菌，以及需氧菌和厭氧菌易感菌株引起的牙周炎感染[25]。
- 貓：由以下微生物易感菌株引起的皮膚和軟組織感染（例如傷口、膿腫和蜂窩性組織炎/皮膚炎）：產生β-內酰胺酶的金黃色葡萄球菌、不產生β-內酰胺酶的金黃色葡萄球菌、葡萄球菌屬、鏈球菌屬.、大腸桿菌屬和巴斯德氏菌屬及由大腸桿菌易感菌株引起的泌尿道感染[25]。

### 細菌抗藥性
在獸醫學領域，細菌具抗藥性是個日益嚴重的問題。據報導在臨床上，阿莫西林克拉維酸鉀對治療克雷伯氏菌屬感染有效，但對治療假單胞菌屬感染則無效。